# Sarre-Union
Sarre-Union en idioma francés y oficialmente, Saarunion en idioma alemán, es una localidad y comuna francesa, situada en el departamento de Bajo Rin en la región de Alsacia.

## Historia
Población del Ducado de Lorena, fue anexionada por Francia en 1766.

## Demografía
| 2 645 | 2 965 | 3 130 | 3 169 | 3 159 | 3 356 |
| Para los censos de 1962 a 1999 la población legal corresponde a la población sin duplicidades (Fuente: INSEE [Consultar]) |       |       |       |       |       |

## Personajes célebres
- Georges Imbert, (18841950), inventor.
- Théodore Karcher
- Virgile Schneider (1779-1847), general, ministro de Guerra